# Avellaneda (kommun)
Avellaneda är en kommun i Spanien. Den ligger i provinsen Ávila i den autonoma regionen Kastilien och León i centrala delen av landet, 140 km väster om huvudstaden Madrid. Antalet invånare är 23 (2024). Arean är 10,23 kvadratkilometer.